# لد زبلين II
لد زبلين II (بالأنجليزية:Led Zeppelin II) هو ثاني ألبوم لفرقة الروك الأنكليزية لد زبلين، صدر في أكتوبر 1969 بواسطة تسجيلات أتلانتك. جلسات تسجيل الألبوم جرت في عدة مواقع في المملكة المتحدة وأمريكا الشمالية من يناير إلى أغسطس 1969. إنتاج الألبوم نسب إلى عازف الإيتار وكاتب أغاني الفرقة جيمي بيج. الألبوم هو الأول الذي يستفيد من تقنيات التسجيل للمهندس إدي كرامر. تضمن الألبوم عناصر من البلوز والموسيقى فلكلورية، كما أنه تميز بسرعة الإيقاع في الغتيار والطبل، وقد وصفت بأنه أثقل ألبوم للفرقة.
عند أصدراه، حقق لد زبلين II مبيعات جيدة وأصبح أول ألبوم للفرقة يصل للمركز الأول في المملكة المتحدة والولايات المتحدة. في 15 نوفمبر 1999 وثق الألبوم ب12× بلاتين من قبل جمعية صناعة التسجيلات الأمريكية (RIAA)، لبيعه ما يزيد على 12 مليون نسخة. منذ صدوره والكتاب والنقاد الموسيقين قد استشهدوا في استطلاعات الرأي على أنه من أعظم وأكثر ألبومات الروك تأثيراً.

## قائمة الألبوم
الوجه الأول
| الرقم | العنوان                            | المدة | الكاتب(ون)                                                       |
| ----- | ---------------------------------- | ----- | ---------------------------------------------------------------- |
| 1     | "Whole Lotta Love"                 | 5:34  | جون بونهام / ويلي ديكسون / جون بول جونز / جيمي بيج / روبرت بلانت |
| 2     | "What Is and What Should Never Be" | 4:47  | بيج / بلانت                                                      |
| 3     | "The Lemon Song"                   | 6:20  | بونهام / ديكسون / جونز / بيج / بلانت                             |
| 4     | "Thank You"                        | 4:47  | بيج / بلانت                                                      |

الوجه الثاني
| الرقم | العنوان                                  | المدة | المغني                     |
| ----- | ---------------------------------------- | ----- | -------------------------- |
| 5     | "Heartbreaker"                           | 4:15  | بونهام/ جونز / بيج / بلانت |
| 6     | "Living Loving Maid (She's Just a Woman" | 2:40  | بيج / بلانت                |
| 7     | "Ramble On"                              | 4:35  | بيج / بلانت                |
| 8     | "Moby Dick"                              | 4:25  | بونهام/ جونز / بيج         |
| 9     | "Bring It On Home"                       | 4:19  | بيج / بلانت / ديكسون       |

## وصلات خارجية
- لد زبلين II على موقع أول موفي (الإنجليزية)